# Tomakivka
Tomakivka (in ucraino Томаківка?) è un insediamento rurale ucraino (6 559 abitanti) nel distretto di Nikopol', nell'oblast' di Dnipropetrovs'k. Ospita l'amministrazione della comunità territoriale di Tomakivka, una delle comunità territoriali dell'Ucraina.
Fino al 18 luglio 2020 Tomakivka è stato il centro amministrativo del distretto di Tomakivka, abolito come parte della riforma amministrativa dell'Ucraina, che ha ridotto a sette il numero dei distretti dell'oblast' di Dnipropetrovs'k. L'area del distretto di Tomakivka è stata fusa nel distretto di Nikopol'.
Fino al 26 gennaio 2024 Tomakivka era classificata come insediamento di tipo urbano. Da tale data è entrata in vigore una nuova legge che ha abolito questo status e Tomakivka è stata riclassificata come insediamento rurale.